# Blaesoxipha californica
Blaesoxipha californica är en tvåvingeart som först beskrevs av Parker 1918.  Blaesoxipha californica ingår i släktet Blaesoxipha och familjen köttflugor.
Artens utbredningsområde är Kalifornien. Inga underarter finns listade i Catalogue of Life.